# Carlo Annovazzi
Carlo Annovazzi (24. května 1925 Milán, Italské království – 10. října 1980 Milán, Itálie) byl italský fotbalový obránce.
Narodil se v Miláně a byl velikým fanouškem klubu Interu. Na konkurzu jej ale nevzali. Až u rivala AC Milán v roce 1942 prošel konkurzem a stal jejím hráčem na jedenáct let. S klubem v sezoně 1950/51 vyhrál svůj jediný titul v lize. Nejlepší sezonu odehrál právě v sezoně 1950/51, když vstřelil 16 branek. To hrál na postu záložníka. V roce 1953, poté co obdržel ujištění, že zůstane u rossoneri až do konce své kariéry, byl prodán do Atalanty výměnou za dánského Jørgena Sørensena. V Atalantě zůstal pět sezon a poté v roce 1958 odešel hrát do Ancony. V roce 1961 ukončil kariéru v regionální lize v Città di Castello.
Za reprezentaci odehrál 17 utkání. Odehrál jedno utkání na MS 1950 proti Švédsku (2:3).

## Hráčská statistika
| Sezóna  | Klub       | Liga      | Liga   | Liga | Ligové poháry | Ligové poháry | Ligové poháry | Kontinentální poháry | Kontinentální poháry | Kontinentální poháry | Celkem | Celkem |
| Sezóna  | Klub       | Soutěž    | Zápasy | Góly | Soutěž        | Zápasy        | Góly          | Soutěž               | Zápasy               | Góly                 | Zápasy | Góly   |
| ------- | ---------- | --------- | ------ | ---- | ------------- | ------------- | ------------- | -------------------- | -------------------- | -------------------- | ------ | ------ |
| 1945/46 | Milán      | 1. divize | 31     | 6    | -             | 0             | 0             | -                    | 0                    | 0                    | 31     | 6      |
| 1946/47 | Milán      | Serie A   | 36     | 8    | -             | 0             | 0             | -                    | 0                    | 0                    | 36     | 8      |
| 1947/48 | Milán      | Serie A   | 40     | 10   | -             | 0             | 0             | -                    | 0                    | 0                    | 40     | 10     |
| 1948/49 | Milán      | Serie A   | 36     | 2    | -             | 0             | 0             | -                    | 0                    | 0                    | 36     | 2      |
| 1949/50 | Milán      | Serie A   | 38     | 5    | -             | 0             | 0             | -                    | 0                    | 0                    | 38     | 5      |
| 1950/51 | Milán      | Serie A   | 37     | 16   | -             | 0             | 0             | -                    | 0                    | 0                    | 37     | 16     |
| 1951/52 | Milán      | Serie A   | 37     | 4    | -             | 0             | 0             | -                    | 0                    | 0                    | 37     | 4      |
| 1952/53 | Milán      | Serie A   | 28     | 1    | -             | 0             | 0             | -                    | 0                    | 0                    | 28     | 1      |
| 1953/54 | Atalanta   | Serie A   | 33     | 7    | -             | 0             | 0             | -                    | 0                    | 0                    | 33     | 7      |
| 1954/55 | Atalanta   | Serie A   | 32     | 3    | -             | 0             | 0             | -                    | 0                    | 0                    | 32     | 3      |
| 1955/56 | Atalanta   | Serie A   | 34     | 5    | -             | 0             | 0             | -                    | 0                    | 0                    | 34     | 5      |
| 1956/57 | Atalanta   | Serie A   | 21     | 2    | -             | 0             | 0             | -                    | 0                    | 0                    | 21     | 2      |
| 1957/58 | Atalanta   | Serie A   | 19     | 1    | -             | 0             | 0             | -                    | 0                    | 0                    | 19     | 1      |
| 1958/59 | Anconitana | Serie C   | 21     | 3    | -             | 0             | 0             | -                    | 0                    | 0                    | 21     | 3      |
| Celkově | Celkově    | Celkově   | 443    | 74   | -             | 0             | 0             | -                    | 0                    | 0                    | 443    | 74     |

## Úspěchy

### Klubové
- 1× vítěz italské ligy (1950/51)

### Reprezentační
- 1× na MS (1950)
- 1× na MP (1948–1953)